# Castellammare di Stabia
Castellammare di Stabia község (comune) Olaszország Campania régiójában, Nápoly megyében.

## Fekvése
Castellammare di Stabia a Nápolyi-öböl délkeleti partján fekszik, a Sarno folyó torkolata mellett, a Sorrentói-félszigeten a Monte Faito lábainál, Nápolytól 30 km-re. Északról Torre Annunziata és Pompei határolják, délkeleti irányban a Monti Lattari választja el Vico Equensétől. Nyugaton Positanóval határos.
Castellammare di Stabia a római Stabiae város helyén épült, amelyet a Vezúv 79-es kitörése Pompejivel és Herculaneummal együtt elpusztított. Az egykori római város feltárt romjai látogathatók.
Nevét valószínűleg az után a 9. századi vár után kapta, amely egy 100 m magas tengerparti dombra épült. A várat II. Frigyes uralkodása idején felújították majd I. Károly idején kibővítették. Ma magántulajdon és nem látogatható. Más elméletek szerint neve a szomszédos Pozzano (ma a város egyik kerülete) partján épült erőd után kapta, amelyet a város védelmének érdekében emeltek. 1863-ban lett önálló település Castellammare néven, majd 1912-ben kapta meg a mai nevét.
Napjainkra Castellammare di Stabia a Sorrentói-félsziget kapujaként vált hírhedtté, mivel lakosságát többnyire a Nápolyi camorra-klánok tagjai lakják. Az egymással is versengő klánok között nem ritkák az utcai lövöldözések és az erőszakos leszámolások. A félsziget kapujában fekvő település teljes ellenőrzése alatt tartja a tengerparti településeket. A Nápoly-környéki mondás szerint „Vannak helyek, ahol nem tanácsos leszállni a buszról – Castellammaréban azonban meg sem állnak a buszok.”

## Népessége
A népesség számának alakulása:

## Főbb látnivalói

### Régészeti emlékek
- Stabiae romjai – a város a római patriciusok kedvenc üdülőhelye volt, aminek bizonyítéka a számos feltárt villa. A romokat 1749-ben kezdték el kiásni, de 1782-ben az ásatási munkálatokat a frissen felfedezett Pompejire összpontosították és csak 1950 után indították újra. Ekkor kerültek felszínre a Villa San Marco és a Villa Arianna. Ma az ásatásokat egy nemzetközi projekt keretén belül végzik, melynek célja egy Pompejihez vagy Herculaneumhoz hasonló régészeti park kialakítása.
- Szent Balázs-katakombák – egy ókeresztény templom, amelyet a város egyik dombjának (Varano) tufarétegeibe vájtak. Valószínűleg egy római kőfejtő helyén alakították ki. A 6. században Szent Mór tiszteletére használták a városba betelepülő bencés szerzetesek. Belsejét 6-9. századi freskók díszítik.

### Templomok
- Katedrális – az eredeti katedrális egy 1436-ban bekövetkezett földrengés során elpusztult. A mait 1587 és 1643 között építették, majd 1774-ben újjáépítették ma is látható barokk formájában. Belsőjét Giuseppe Bonito és Nunzio Rossi alkotásai díszítik.
- Madonna della Libera-szentély – a San Cataldo nevű domb tetején épült. A templomot a 12. században a kapucinus szerzetesek építették.
- Portosalvo-templom – 1834-ben építették a tengerészek számára.
- Madonna di Pozzano – a templom és a hozzátartozó kolostor 1574-ben épült a ferencesek számára. Az épület újjáépítését 1754-ben Luigi Vanvitelli végezte. A belsőjét Giacinto Diana és Sebastiano Conca alkotásai díszítik.

### Paloták
- Castello Medievale – Castellammare névadó vára. A sorrentóiak építették a 9. században saját hercegségük védelmére, egy 100 m magas tengerparti dombra. A várat II. Frigyes uralkodása idején felújították majd I. Károly idején kibővítették. Hanyatlása a 18. században kezdődött, amikor az állam felvásárolta. 1930-ban magántulajdonba került és új tulajdonosa megkezdte a felújítását. Ma nem látogatható.
- Palazzo Farnese – 1566-ban épült a város akkori ura, Ottavio Farnese megbízásából, aki megelégelve a lakosság lázongásait, a város tanácsa számára palotát építtetett. Azt 1871-ben bővítették ki, miután Castellammare önálló településsé vált és szükség volt egy nagyobb közigazgatási épületre.
- Palazzo del Fascio – a fasiszta uralom alatt emelt puritán kinézetű épület.

### Terek
- Piazza Orologio – nevét a tér közepén álló óratorony után kapta, amelyet 1872-ben építettek a halászok és tengerészek kérésére. Hivatalos neve Piazza Cristoforo Colombo. Korábban Marina Grandeként volt ismert mivel a kikötő közelében található. Az évszázadok során Castellammare központja volt, állandó piaccal.
- Piazza Principe Umberto – az egykori Porta del Quartuccio városkapu helyén alakult ki. A teret az első világháborúban elesett katonák emlékműve díszíti. A térről nyílik a városi park, amelynek nevezetessége az 1900-ban épült Zenepavilon.

### Fürdők
- Régi fürdő – 1836-ban építették egy gyógyforrás felett a lakosság és az idelátogató turisták számára. 1956-ban újjáépítették, majd az 1980-as évek óta, miután látogatottsága erősen megcsappant, csak időszakosan tartják nyitva.
- Új fürdő – 1964-ben nyitotta meg kapuit és abban az időben Európa egyik legjobban felszerelt gyógyfürdőjének számított.

### Hajógyár
Castellammare di Stabia hajógyára a legrégebbi ilyen jellegű létesítmény. 1783-ban alapították, miután a nápolyi hajógyár nem bírt lépést tartani az igényekkel. Az első hajó, a Parthenope, 1786-ban hagyta el mólóját. 1808-ban Joachim Murat kibővíttette. A 19. század második felében elsősorban gépi meghajtású fregattok gyártásával foglalkozott. A hajógyár Castellammare gazdasági életének egyik meghatározó eleme volt. Napjainkra jelentősége számottevően csökkent.

## Híres emberek
- Gabriele Capone, Al Capone apja, Castellammare di Stabia városában született;
- Mario Merola, legendás nápolyi énekes és színész otthona;
- Luigi Denza, a világhírű Funiculì, Funiculà sláger szerzőjének születési helye;
- John Serry, amerikai zeneszerző és rendező, aki Giovanni Serrapicaként látta meg a napvilágot a városban;
- Raffaele Viviani, olasz író és színházrendező szülővárosa.
- Alfredo Acton, az Olasz Királyi Haditengerészet admirálisa, egy ideig a főparancsnoka és vezérkari főnöke.
- Enzo Cannavale olasz filmszínész születési helye.